# Thomas Strutius
Thomas Strutius (* 1621 in Preußisch Stargard; † 1687) war ein Organist und Komponist in Danzig.

## Leben und Wirken
Strutius wurde als Sohn eines Organisten gleichen Namens in Stargard geboren. 1642 wurde er zum Organisten an der Kirche St. Trinitatis in Danzig ernannt. 1647 erhielt er das Danziger Bürgerrecht. 1668 wurde er als Nachfolger von Ewald Hinz Organist an der großen Orgel der Marienkirche.

## Veröffentlichungen
- Lobsingende Hertzens-Andacht über die Evangelia. Danzig 1656.